# 조선민주주의인민공화국 국무위원회
조선민주주의인민공화국 국무위원회(朝鮮民主主義人民共和國 國務委員會)는 중요정책을 심의하는 최고 정책 심의기관, 국가 관리 기관이다 그리고 국가의 대표 직책은 국무위원장이다. 국무위원회에서 개최하는 회의는 국무회의라 하며, 내각의 상급 기관으로 국정 계획과 정부의 일반정책, 대내외정책을 비롯하여 사회주의 헌법에 명시된 조항을 심의하는 헌법상의 심의기관이기도 하다. 국무회의에는 정기국무회의와 임시국무회의가 있다. 2016년(주체105년) 6월에 정식으로 설치되었고, 국무위원장은 김정은이다.
2019년(주체108년) 8월 최고인민회의에서 개정된 헌법에서는 "국무위원회 위원장은 전체 조선 인민의 총의에 따라 최고인민회의에서 선거하며, 최고인민회의 대의원으로는 선거하지 않는다"는 내용과 "국무위원회 위원장은 최고인민회의 법령, 국무위원회 중요 정령과 결정을 공포한다는 내용과 다른 나라에 주재하는 외교대표를 임명 또는 소환한다"는 내용을 보충해 국무위원장의 권한이 대폭 넓어졌음을 보여주었다.

## 개요
국무위원회는 2016년(주체105년) 6월 29일에 개정된 사회주의 헌법에 의해 조선민주주의인민공화국 국방위원회를 대체하여 설치되었다.

## 산하 조직
- 국무위원회
  - 내각
    - 내각 직속 각부, 위원회

## 1기 국무위원회(2016.6.29~2019.4.10)
2016년(주체105년) 6월 29일 제13기 제4차 최고인민회의에서 국무위원회를 구성하였다.
2018년(주체107년) 4월 11일 13기 최고인민회의 6차 회의에서는 황병서 전 조선인민군 총정치국장, 김기남 전 조선로동당 선전선동부장, 김원홍 전 인민군 총정치국 제1부국장, 리만건 인민군 정찰총국장을 소환하고 김정각 신임 인민군 총정치국장, 박광호 로동당 선전선동부장, 태종수 로동당 군수공업부장, 정경택 국가보위상을 보임했다.
- 위원장
  - 김정은: 조선로동당 위원장ㆍ조선로동당 중앙위원회 정치국 상무위원ㆍ조선인민군 최고사령관
- 부위원장
  - 황병서: 조선인민군 총정치국장ㆍ조선로동당 중앙위원회 정치국 상무위원 (2018.4.11 소환)
  - 박봉주: 내각 총리ㆍ조선로동당 중앙위원회 정치국 상무위원
  - 최룡해: 조선로동당 부위원장 겸 조직지도부장ㆍ조선로동당 중앙위원회 정치국 상무위원
- 위원
  - 김영철: 조선로동당 부위원장 겸 통일전선부장ㆍ당 중앙위 정치국 위원
  - 리수용: 조선로동당 부위원장 겸 국제부장ㆍ당 중앙위 정치국 위원
  - 김기남: 조선로동당 부위원장 겸 선전선동부장ㆍ당 중앙위 정치국 위원 (2018.4.11 소환)
  - 박광호: 조선로동당 부위원장 겸 선전선동부장ㆍ당 중앙위 정치국 위원 (2018.4.11 보선)
  - 리만건: 조선로동당 부위원장 겸 군수공업부장ㆍ당 중앙위 정치국 위원 (2018.4.11 소환)
  - 태종수: 조선로동당 부위원장 겸 군수공업부장ㆍ당 중앙위 정치국 위원 (2018.4.11 보선)
  - 김정각: 조선인민군 총정치국장ㆍ당 중앙위 정치국 위원ㆍ당 중앙군사위원 (2018.4.11 보선)
  - 박영식: 인민무력상ㆍ당 중앙위 정치국 위원ㆍ인민군 대장
  - 최부일: 인민보안상ㆍ당 중앙위 정치국 위원ㆍ인민군 대장
  - 리용호: 외무상ㆍ당 중앙위 정치국 후보위원
  - 김원홍: 조선인민군 총정치국 제1부국장ㆍ당 중앙위 정치국 위원ㆍ당 중앙군사위원 (2018.4.11 소환)
  - 정경택: 국가보위상ㆍ당 중앙위 정치국 후보위원ㆍ당 중앙군사위원 (2018.4.11 보선)

## 2기 국무위원회(2019.4.11~)
2019년(주체108년) 4월 11일 14기 최고인민회의 1차 회의는 국무위원회를 구성하였다.
2020년(주체109년) 4월 12일 14기 최고인민회의 3차 회의에서는 리용호 외무상, 리수용 로동당 국제부장, 태종수 로동당 군수공업부장, 노광철 인민무력상, 최부일 인민보안상을 리선권 신임 외무상, 김형준 로동당 신임 국제부장, 리병철 로동당 신임 군수공업부장, 김정관 신임 인민무력상, 김정호 신임 인민보안상으로 교체했다.
2021년(주체110년) 9월 29일 14기 최고인민회의 5차 회의에서는 부위원장을 박봉주 전 총리에서 김덕훈 총리로 교체하고, 위원들 역시 김재룡 로동당 조직지도부장, 리만건 전 로동당 조직지도부장, 김형준 로동당 국제부장, 리병철 로동당 군수공업부장, 김수길 인민군 총정치국장, 김정관 국방상, 김정호 사회안전상, 최선희 외무성 제1부상을 소환하고 조용원 로동당 조직비서, 오수용 로동당 경제부장, 김성남 로동당 신임 국제부장, 박정천 인민군 총참모장, 권영진 인민군 신임 총정치국장, 리영길 신임 국방상, 장정남 신임 사회안전상, 김여정 로동당 선전선동부 제1부부장으로 교체했다.
- 위원장 1명
  - 김정은: 조선로동당 총비서ㆍ중앙군사위원회 위원장ㆍ조선로동당 중앙위원회 정치국 상무위원ㆍ조선민주주의인민공화국 무력 최고사령관
- 제1부위원장 1명
  - 최룡해: 최고인민회의 상임위원장ㆍ조선로동당 부위원장ㆍ조선로동당 중앙위원회 정치국 상무위원
- 부위원장 1명
  - 박봉주: 조선로동당 부위원장ㆍ조선로동당 중앙위원회 정치국 상무위원ㆍ전 내각 총리(2021.9.29 소환)
  - 김덕훈: 내각 총리ㆍ조선로동당 중앙위원회 정치국 상무위원(2021.9.29 보선)
- 위원 10명
  - 김재룡: 내각 총리 -> 조선로동당 중앙위 부위원장 겸 조직지도부장ㆍ정치국 위원(2021.9.29 소환)
  - 조용원: 조선로동당 중앙위 조직비서ㆍ정치국 상무위원(2021.9.29 보선)
  - 리만건: 조선로동당 중앙위 부위원장 겸 조직지도부장ㆍ정치국 위원(2021.9.29 소환)
  - 오수용: 조선로동당 중앙위 비서 겸 경제부장ㆍ정치국 위원(2021.9.29 보선)
  - 리수용: 조선로동당 중앙위 부위원장 겸 국제부장ㆍ최고인민회의 외교위원장ㆍ정치국 위원(2020.4.12 소환)
  - 김형준: 조선로동당 중앙위 부위원장 겸 국제부장ㆍ정치국 위원ㆍ최고인민회의 외교위원장(2020.4.12 보선)(2021.9.29 소환)
  - 김성남: 조선로동당 중앙위 비서 겸 국제부장ㆍ정치국 후보위원ㆍ최고인민회의 외교위원장(2021.9.29 보선)
  - 태종수: 조선로동당 중앙위 부위원장 겸 군수공업부장ㆍ정치국 위원(2020.4.12 소환)
  - 리병철: 조선로동당 중앙위 부위원장 겸 군수공업부장ㆍ정치국 상무위원(2020.4.12 보선)(2021.9.29소환)
  - 박정천: 조선인민군 총참모장·조선로동당 중앙위 비서ㆍ정치국 상무위원(2021.9.29 보선)
  - 김영철: 조선로동당 중앙위 부위원장 겸 통일전선부장ㆍ정치국 위원
  - 리용호: 외무상ㆍ조선로동당 중앙위 정치국 위원(2020.4.12 소환)
  - 리선권: 외무상ㆍ조선로동당 중앙위 정치국 후보위원(2020.4.12 보선)
  - 김수길: 조선인민군 총정치국장ㆍ조선로동당 중앙위 정치국 위원(2021.9.29 소환)
  - 노광철: 인민무력상ㆍ조선로동당 중앙위 정치국 위원ㆍ인민군 대장(2020.4.12 소환)
  - 김정관: 인민무력상ㆍ조선로동당 중앙위 정치국 위원ㆍ인민군 대장(2020.4.12 보선)(2021.9.29 소환)
  - 리영길: 국방상ㆍ조선로동당 중앙위 정치국 위원ㆍ인민군 대장(2021.9.29 보선)
  - 최부일: 인민보안상ㆍ조선로동당 중앙위 정치국 위원ㆍ인민군 대장(2020.4.12 소환)
  - 김정호: 인민보안상ㆍ조선로동당 중앙위 정치국 위원ㆍ인민군 대장(2020.4.12 보선)(2021.9.29 소환)
  - 장정남: 사회안전상ㆍ조선로동당 중앙위 정치국 후보위원ㆍ인민군 대장(2021.9.29 보선)
  - 정경택: 국가보위상ㆍ조선로동당 중앙위 정치국 위원ㆍ당 중앙군사위원
  - 최선희: 외무성 제1부상ㆍ당 중앙위 정치국 위원(2021.9.29 소환)
  - 김여정: 조선로동당 선전선동부 제1부부장(2021.9.29 보선)

## 같이 보기
- 국무위원회 소속기관
  - 국가보위성
  - 국방성
  - 사회안전성
  - 국가체육지도위원회
- 조선민주주의인민공화국 내각
- 조선민주주의인민공화국 사회주의헌법
- 조선인민군